# Širákov
Širákov (maďarsky Sirák) je obec na jižním Slovensku v okrese Veľký Krtíš. Nachází se v Ipeľské kotlině, součásti většího celku Jihoslovenská kotlina, na jihovýchodním okraji Krupinské planiny.

## Historie
Širákov je poprvé písemně zmíněn v roce 1303 jako Kezew, současný název se objevil v roce 1356 v podobě Syrok. Nejdříve ves vlastnil jistý János Siráki a poté až do 15. století jeho potomci, později místo vlastnila zemská vrchnost. V roce 1715 zde byly dvě domácnosti, v roce 1828 zde bylo 56 domů a 336 obyvatel, kteří byli zaměstnáni jako rolníci a vinaři.
Kvůli prvnímu vídeňskému arbitrážnímu nálezu byl Širákov v letech 1938 až 1944 součástí Maďarska.
Při sčítání lidu v roce 2011 žilo v Širákově 216 obyvatel, z toho 141 Maďarů a 66 Slováků. Devět obyvatel neposkytlo žádné informace o své etnické příslušnosti.